# Valerie Cruz
Valerie Cruz (Elizabeth, 18 de julio de 1976) es una actriz estadounidense con ascendencia cubana.

## Carrera
Valerie ha aparecido en películas como Cellular e interpretó a Grace Santiago en la popular serie Nip / Tuck. Ha hecho apariciones especiales en series como Grey's Anatomy y Las Vegas. En 2007 interpretó a Connie Murphy, una dura detective de la policía de Chicago, en la adaptación del Canal de SciFi de The Dresden Files. La serie duró una temporada.
En 2009, apareció en la película de terror The Devil's Tomb y en la serie de HBO True Blood, en la que interpretó el papel de Isabel. En 2009, también interpretó a Olivia en la película The Line. En 2010 se convirtió en parte del elenco de la serie de drama de ABC Off the Map, que fue cancelada el 13 de mayo de 2011. En 2011 tuvo un papel recurrente como agente de Seguridad Nacional en la serie Alphas de Syfy. En 2012, interpretó a una doctora malvada en el episodio "Organ Grinder" de Grimm; la esposa de un dictador en el episodio "State Scandal" de Scandal; y una investigadora de la liga de fútbol en el episodio "Spell It Out" de Necessary Roughness. También actuó en The Following como la agente Gina Méndez.

## Filmografía

### Series
| Año             | Título              | Rol                         | Notas        |
| --------------- | ------------------- | --------------------------- | ------------ |
| 2002            | Strong Medicine     | Almira                      | 1 episodio   |
| 2002            | American Family     | Oficinista                  | 1 episodio   |
| 2002            | The Agency          | Ms. Constanza Díaz          | 1 episodio   |
| 2003            | Nip Tuck            | Grace Santiago              | 7 episodios  |
| 2004            | Missing             | Karen Moore                 | 1 episodio   |
| 2004            | Crossing Jordan     | Madeline Pillsbury          | 1 episodio   |
| 2004            | Las Vegas           | Madeline Pillsbury          | 1 episodio   |
| 2005            | LAX                 | Carla                       | 1 episodio   |
| 2005            | Anatomía de Grey    | Zona Cruz                   | 1 episodio   |
| 2005            | Inconceivable       | Vanessa Calder              | 1 episodio   |
| 2006            | Invasión            | Coronel Sabrina López       | 2 episodios  |
| 2007            | Hidden Palms        | María Nolan                 | 5 episodios  |
| 2007 - 2008     | The Dresden Files   | Lt. Connie Murphy           | 12 episodios |
| 2008 - 2013     | Dexter              | Sylvia Prado                | 11 episodios |
| 2009            | La hora 11          | Coco Delgado                | 1 episodio   |
| 2009            | Dollhouse           | Selena Ramírez              | 1 episodio   |
| 2009            | True Blood          | Isabel                      | 5 episodios  |
| 2010            | Law & Order         | U.S. Attorney Camilla Velez | 1 episodio   |
| 2010            | Criminal Minds      | Brooke Sánchez              | 1 episodio   |
| 2011            | Off the Map         | Dr. Zita Álvarez            | 13 episodios |
| 2011            | The Glades          | Dr. Sophie Perez            | 1 episodio   |
| 2011            | Alphas              | Kathy Sullivan              | 4 episodios  |
| 2012            | Grimm               | Dr. Levine                  | 1 episodio   |
| 2012            | Scandal             | Carolina Flores             | 1 episodio   |
| 2012            | Necessary Roughness | Vera Dade                   | 2 episodios  |
| 2012            | Homeland            | Major Joy Méndez            | 5 episodios  |
| 2013            | NCIS                | Anna                        | 1 episodio   |
| 2014            | Bosch               | Teresa Corazón              | 1 episodio   |
| 2014 - 2015     | The Following       | Agent Gina Méndez           | 15 episodios |
| 2015            | Quantico            | Vera Rodríguez              | 1 episodio   |
| 2017            | Chicago Justice     | Miranda Sharp               | 1 episodio   |
| 2017            | Doubt               | Olivia Jiménez              | 1 episodio   |
| 2018            | The Resident        | Renata López                | 1 episodio   |
| 2018            | Life Sentence       | Gina                        | 4 episodios  |
| 2018 - presente | Charmed             | Marisol Vera                | 4 episodios  |

### Cine
| Año  | Título                            | Rol                 | Notas |
| ---- | --------------------------------- | ------------------- | ----- |
| 2004 | Cellular                          | Dana Bayback        |       |
| 2007 | LA Blues                          | Policía             |       |
| 2008 | No Man's Land: The Rise of Reeker | Allison             |       |
| 2009 | La Linea                          | Olivia              |       |
| 2009 | The Devil's Tomb                  | Dra. Elissa Cardell |       |
| 2014 | The Loft                          | Barbara Stevens     |       |
| 2015 | My First Miracle                  | Heidi               |       |
| 2015 | Custody                           |                     |       |